# Fasciospongia friabilis
Fasciospongia friabilis är en svampdjursart som först beskrevs av Hyatt 1877.  Fasciospongia friabilis ingår i släktet Fasciospongia och familjen Thorectidae. Inga underarter finns listade i Catalogue of Life.